# Колковичи
Ко́лковичи — деревня в Ярцевском районе Смоленской области России. Входит в состав Зайцевского сельского поселения. Население — 930 жителей (2007 год).
Расположена в северной части области в 10 км к северу от Ярцева, в 10 км севернее автодороги М1 «Беларусь», на берегу реки Царевич.

## История
В годы Великой Отечественной войны деревня была оккупирована гитлеровскими войсками в июле 1941 года, освобождена в сентябре 1943 года.